# Sjah Tsjeragh

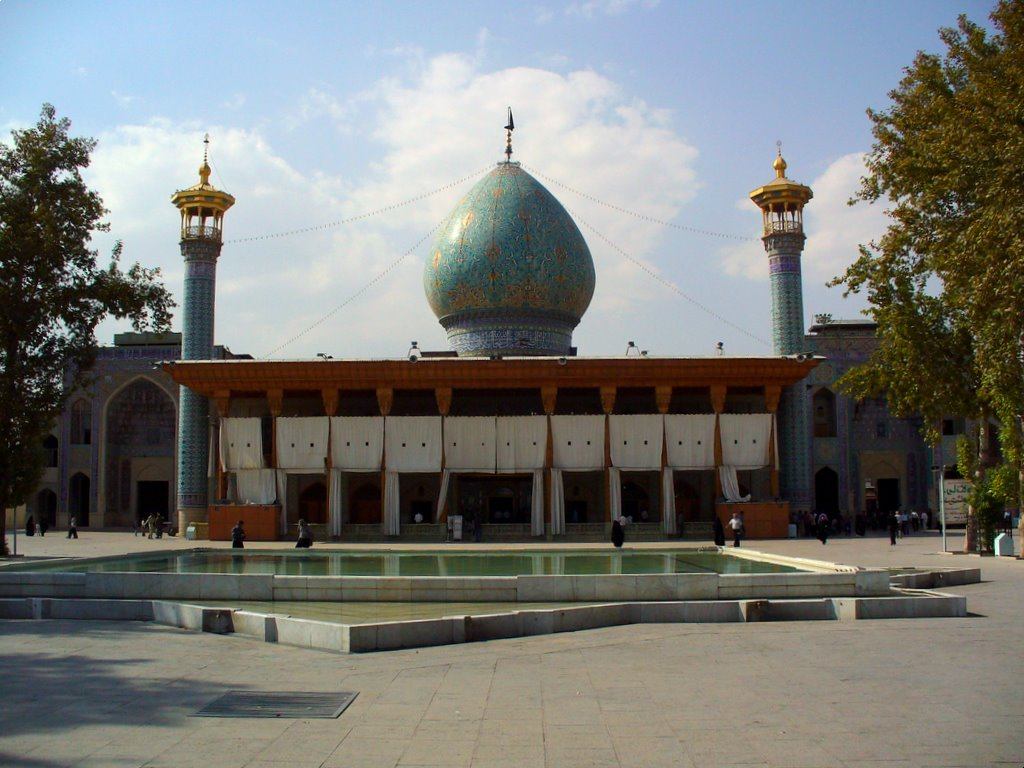
Mausoleum Sjah Tsjeragh

Sjah Tsjeragh (Perzisch: شاه چراغ) is een mausoleum in de Iraanse stad Shiraz. Het monument huisvest de graven van de gebroeders Amir Achmed en Mir Mohammed, zonen van de zevende imam Moesa al-Kazim en broers van de achtste imam Ali ar-Rida van de sjiitische Jafari ('Twaalven'). Beide broers vluchtten naar de stad toen de Abbasiden de sjiieten vervolgden. Het mausoleum is het belangrijkste pelgrimsoord van de stad en een van de bekendste pelgrimsoorden van het Iraanse sjiisme. Rondom het mausoleum bevindt zich aan drie zijden een ruime binnenplaats. Sinds 1901 is het een monument.

## Geschiedenis
Achmed en Mohammed vluchtten naar de stad begin 9e eeuw, waar ze ook stierven. Van Achmed is bekend dat hij in het jaar 835 werd vermoord of stierf. 'Sjah Tsjeragh' is Perzisch voor "Koning van het Licht", een naam die te danken is aan een legende over de ontdekking van de plek door ene ayatollah Dastghaib (Shirazi) die beweerde dat hij er vanaf een afstand licht zag branden en vervolgens besloot dit te onderzoeken. Volgens hem kwam het licht van een graf op een begraafplaats. Dit graf werd onderzocht, waarbij het lichaam van een man in een pantser werd aangetroffen. De man droeg een ring met de inscriptie 'al-Izzatoe Lillah, Achmed bin Moesa', wat betekent "Aan God de eer, Achmed zoon van Moesa".
De eerste tombe, een moskee en een colonnade zouden bij het graf zijn gebouwd door de Salghuridische atabeg Saʿd I. (regeerde tussen 1198–1226). Volgens een andere versie werden deze echter al rond 1130, tijdens de regering van de Seltsjoekse heerser Zengi, door zijn premier Amir Muqarrab al-din Badr al-din gebouwd. Tussen 1344 en 1349 liet koningin Tasj Chatoen, de moeder van de Injuïdische heerser Abu Ishaq (Enshagh), het gebouw restaureren en uitbreiden met een gebouw, een welkomsthal, een kunstacademie en een tombe voor haarzelf aan zuidzijde. Ook bood ze een dertigdelige Koran aan in gouden sol-tekens met gouden decoratie in de stijl van de toenmalige kalligraaf Yahya Jamali. Van de gebouwen van de koningin resteert tegenwoordig niets meer, maar de Koran ligt nu in het Parsmuseum van de stad. Doordat Chatoen er een moskee en een madrassa bij liet bouwen, groeide het mausoleum uit tot een belangrijk pelgrimsoord.
In 1506 werd de moskee gerestaureerd onder leiding van de toenmalige moskeebewaarder Mirza Habiboellah Sharifi. Nadat de helft van het gebouw instortte tijdens een aardbeving, werd het gebouw in 1588 opnieuw gerestaureerd. In 1823 werd de stad opnieuw getroffen door een zware aardbeving, waarbij veel gebouwen van het mausoleum instortten. In de jaren erop werden de gebouwen hersteld en in 1827 gaf Sjah Fath'Ali Kadjar een decoratief traliewerk voor de tombe. In 1852 werd de moskee opnieuw getroffen door een aardbeving, waarop deze opnieuw werd gerestaureerd. Eind 19e eeuw werd de moskee opnieuw gerestaureerd onder leiding van de kadjaarse leider Mirza Hasan Ali Nasir al Molk, die ook de Nasir al Molkmoskee liet bouwen in de stad. In 1927 ontstonden er echter scheuren in de moskee, die daarop opnieuw werd gerestaureerd, maar scheuren bleef vertonen. In 1958 werd daarop besloten om met financiële hulp van de inwoners van de stad de koepel te vervangen door een lichtere ijzeren vervanger, die de tand des tijds langer moet kunnen doorstaan.
Het huidige gebouw bestaat uit de oorspronkelijke portico met zijn tien zuilen. Aan oostzijde van de portico staat een ruim heiligdom met aan de vier zijden hoge alkoven en aan westzijde een moskee. Nabij het mausoleum liggen vele andere graven. Enkele kenmerkende elementen worden gevormd door de portico, decoratief gemozaïekt spiegelglas, gestucte inscripties, met zilveren panelen beslagen deuren en de grote binnenplaats. De tombe met zijn gelatwerkte traliewerk bevindt zich in een alkoof tussen de ruimte onder de koepel en de moskee. Deze manier van plaatsing, waarbij de tombe zich niet direct onder de koepel bevindt, kan ook worden gezien in andere pelgrimsoorden van Shiraz en wordt gezien als een typisch element van Shirazische schrijnen. Om het mausoleum meer grandeur te geven zijn er twee kleine minaretten geplaatst aan beide zijden van de portico.

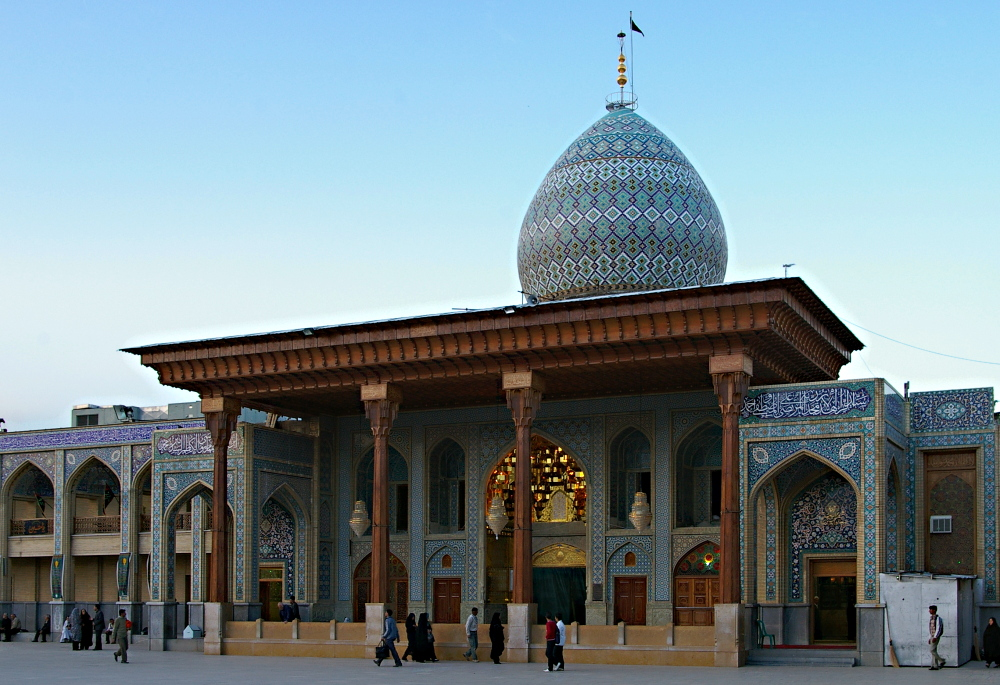
Close-up van de portico
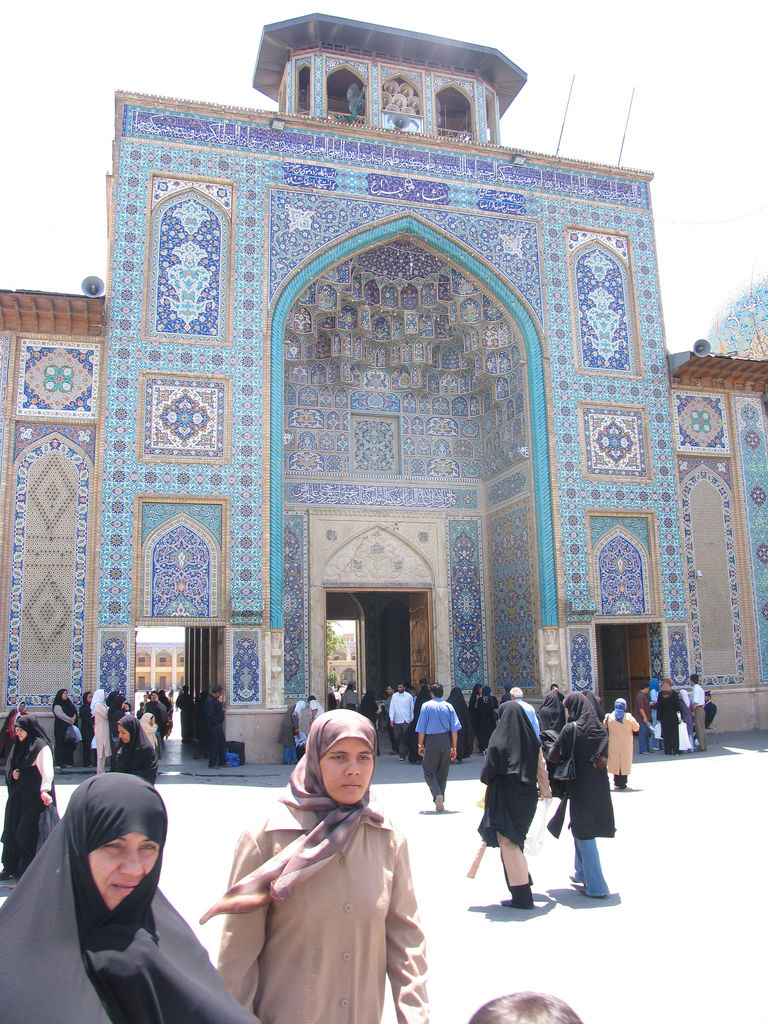
Gevel van de Sjah Tsjeragh
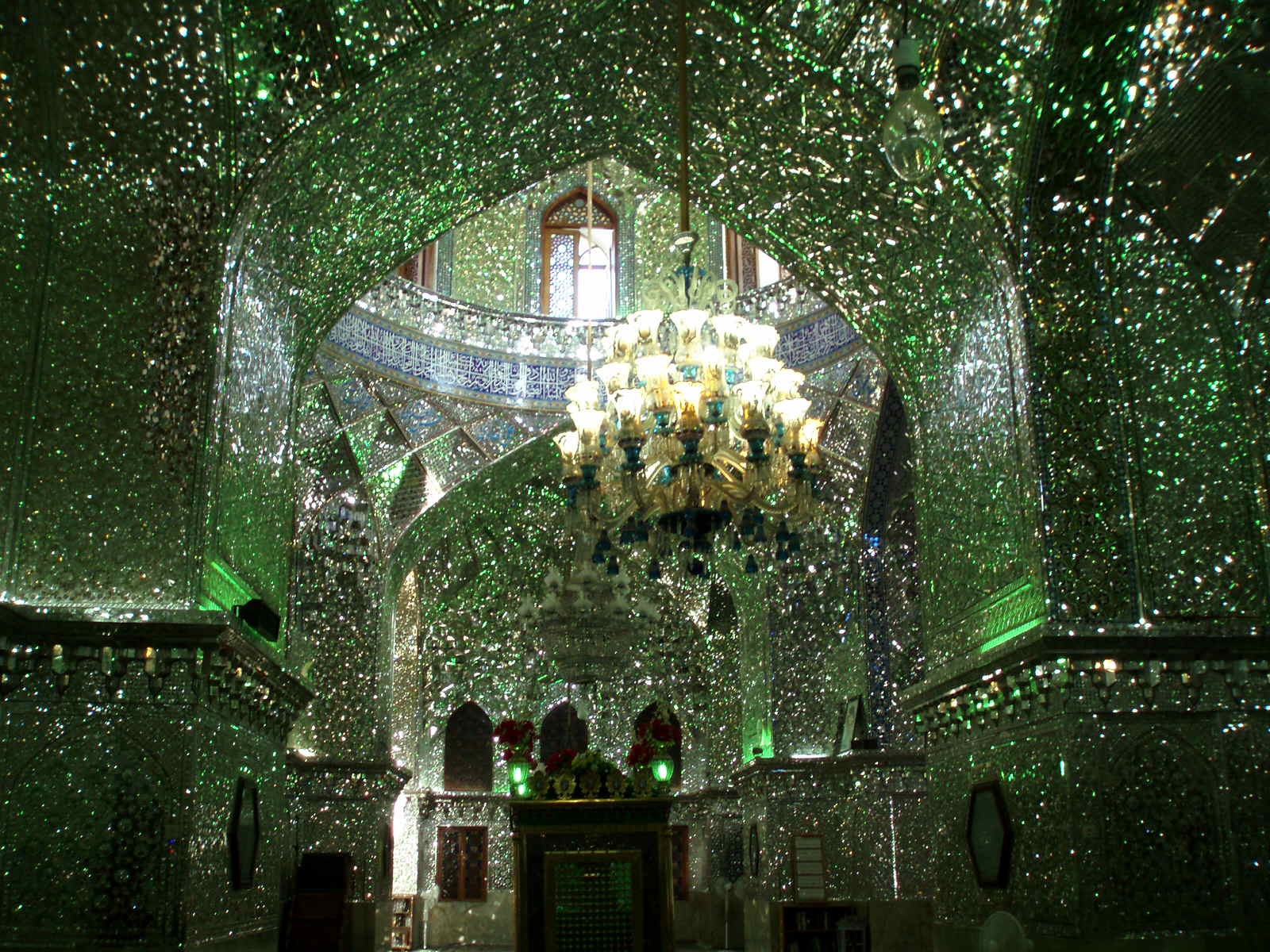
Binnenaanzicht met in het midden de tombe met het traliewerk
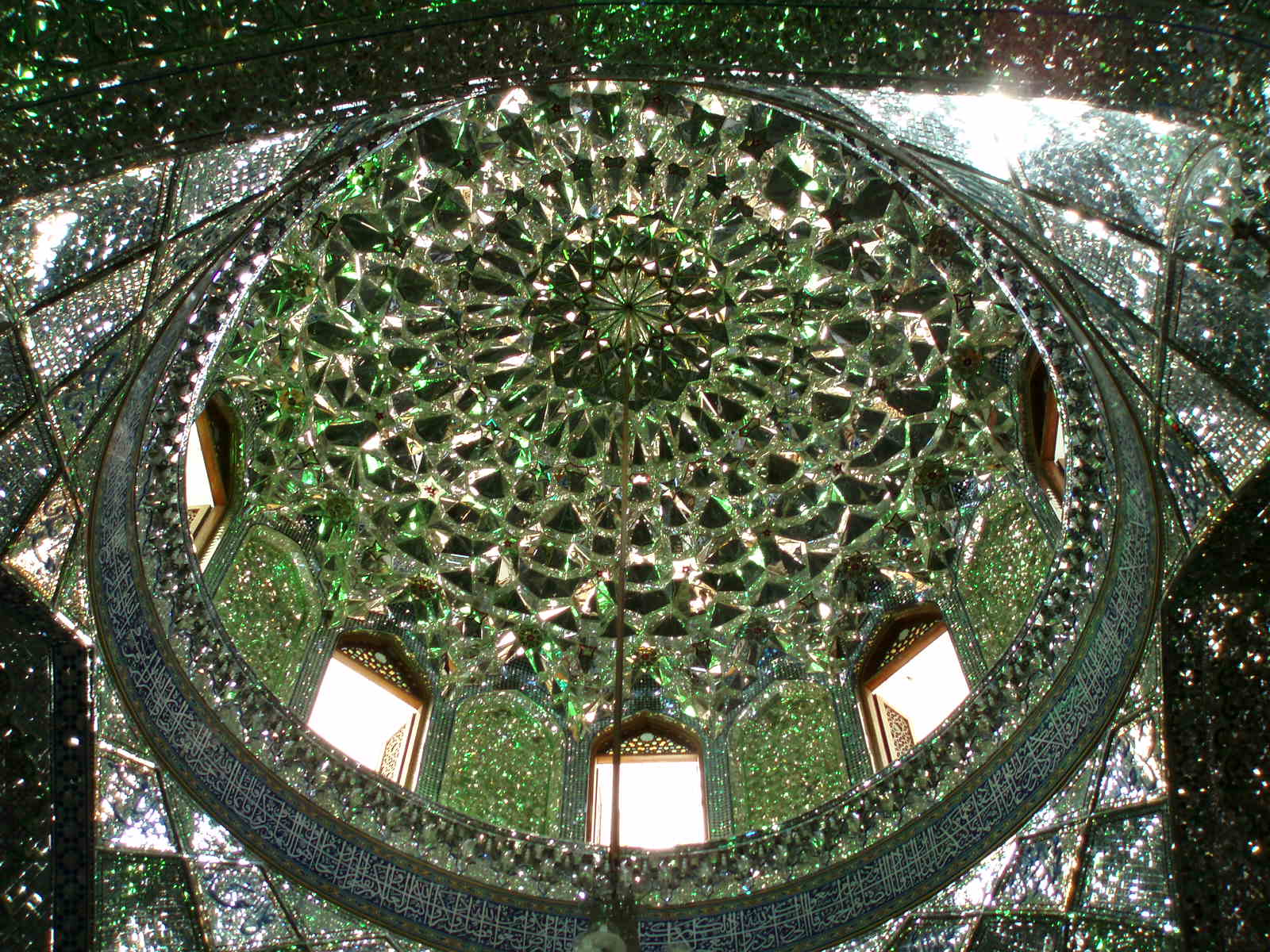
Gemozaïekt spiegelglas aan binnenzijde van de koepel
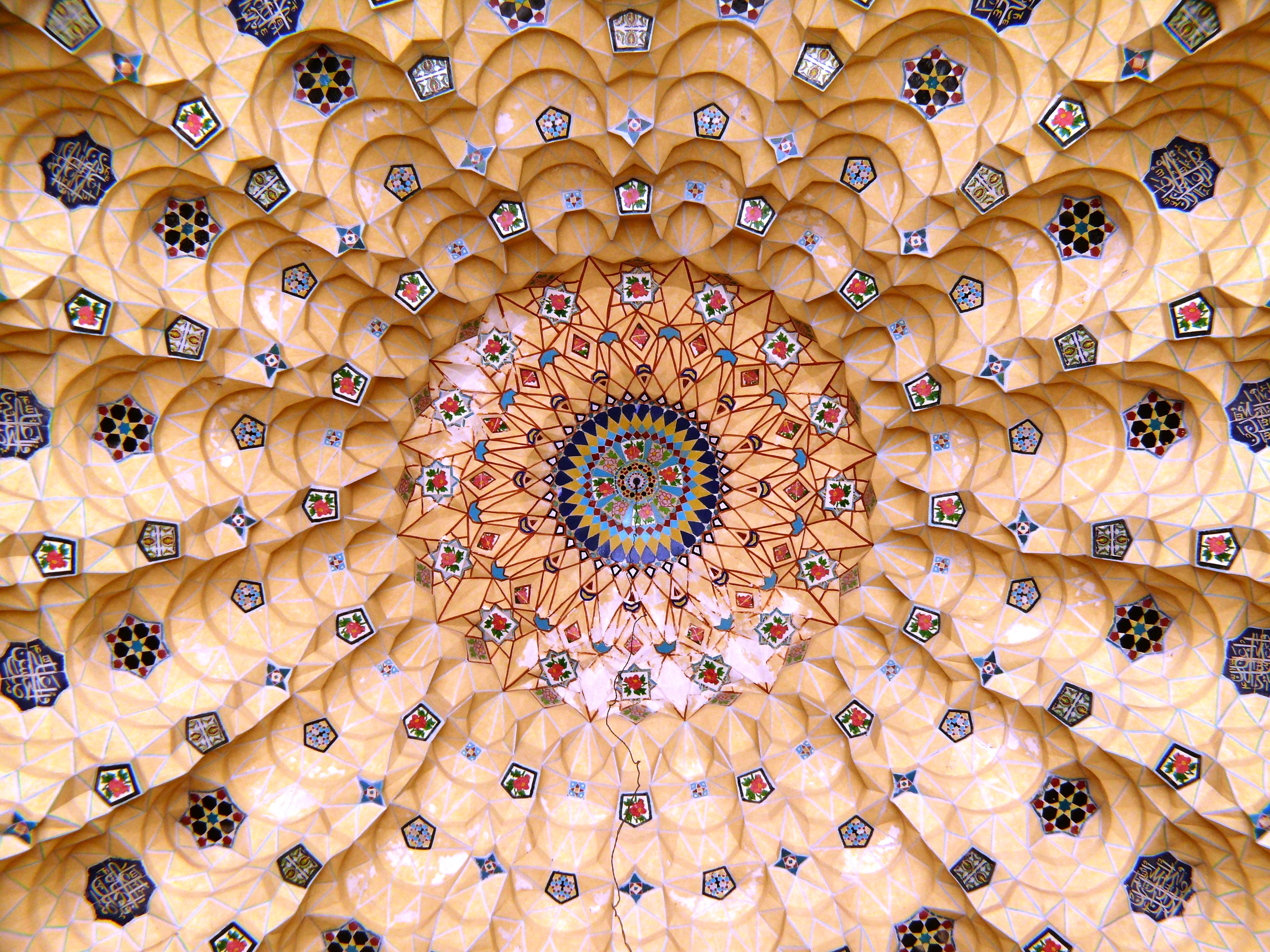
Plafond van een van de gewelven